# Alois Weber (General)
Alois Weber (* 26. Juli 1903 in Kastl (bei Kemnath); † 19. Juni 1976 in Freising) war ein deutscher Offizier, zuletzt Generalmajor im Zweiten Weltkrieg.

## Leben
Weber trat am 1. Oktober 1921 als Freiwilliger in die Reichswehr ein. Am 1. Juli 1934 wurde er am gleichen Tag zum Leutnant und Oberleutnant befördert. Gleichzeitig wurde er ins aktive Offizierskorps aufgenommen. Ab dem 1. Oktober 1937 er als Kompanie-Chef im Infanterie-Regiment 19 eingesetzt. Ab 1. Oktober 1940 war er Bataillon-Kommandeur I/Infanterie-Regiment 19. Am 1. April 1942 wurde er zum Oberstleutnant befördert. Vom 1. Juli 1942  bis zum 30. November 1943 war er Kommandeur der Unteroffiziersschulen Marienburg und Wetzlar. Vom 1. Dezember 1943 bis zum 30. Juni 1944 war er Kommandeur des Infanterie-Regiments 61. Die Beförderung zum Oberst erfolgte am 1. März 1944. Vom 15. Juli bis 20. August 1944 nahm er am Division-Führer-Lehrgang teil. Im August 1944 vertrat er kurzzeitig Fritz-Georg von Rappard als Kommandeur der 7. Infanterie-Division. Anschließend übernahm er in Vertretung bis Anfang Dezember 1944 das Kommando der 78. Infanterie-Division, welche eigentlich in dieser Zeit inoffiziell durch Harald von Hirschfeld geführt wurde. Von November 1944 bis Februar 1945 war er Kommandeur der 79. Volks-Grenadier-Division. Anschließend führte er die 362. Infanterie-Division. Vorher war er zum Generalmajor befördert worden. Am 17. April 1945 kam er in alliierte Kriegsgefangenschaft. Nach dem Krieg lebte er in Freising.

## Erwähnung im Wehrmachtbericht
Am 30. August 1944 vermeldete der Wehrmachtbericht:
Zwischen Bug und Narew haben sich eine Kampfgruppe der 7. Infanteriedivision unter Führung von Oberst Weber und die schwere Panzerabteilung 507 unter Führung des Ritterkreuzträgers Major Schmidt durch unerschütterliche Standfestigkeit und schneidig geführte Gegenstöße besonders ausgezeichnet.

## Auszeichnungen
- Eisernes Kreuz (1939) II. und I. Klasse
- Verwundetenabzeichen (1939) in Schwarz
- Infanteriesturmabzeichen
- Ritterkreuz des Eisernen Kreuzes mit Eichenlaub[5][6]
  - Ritterkreuz am 26. November 1941
  - Eichenlaub am 10. September 1944 (579. Verleihung)